# 저수궁

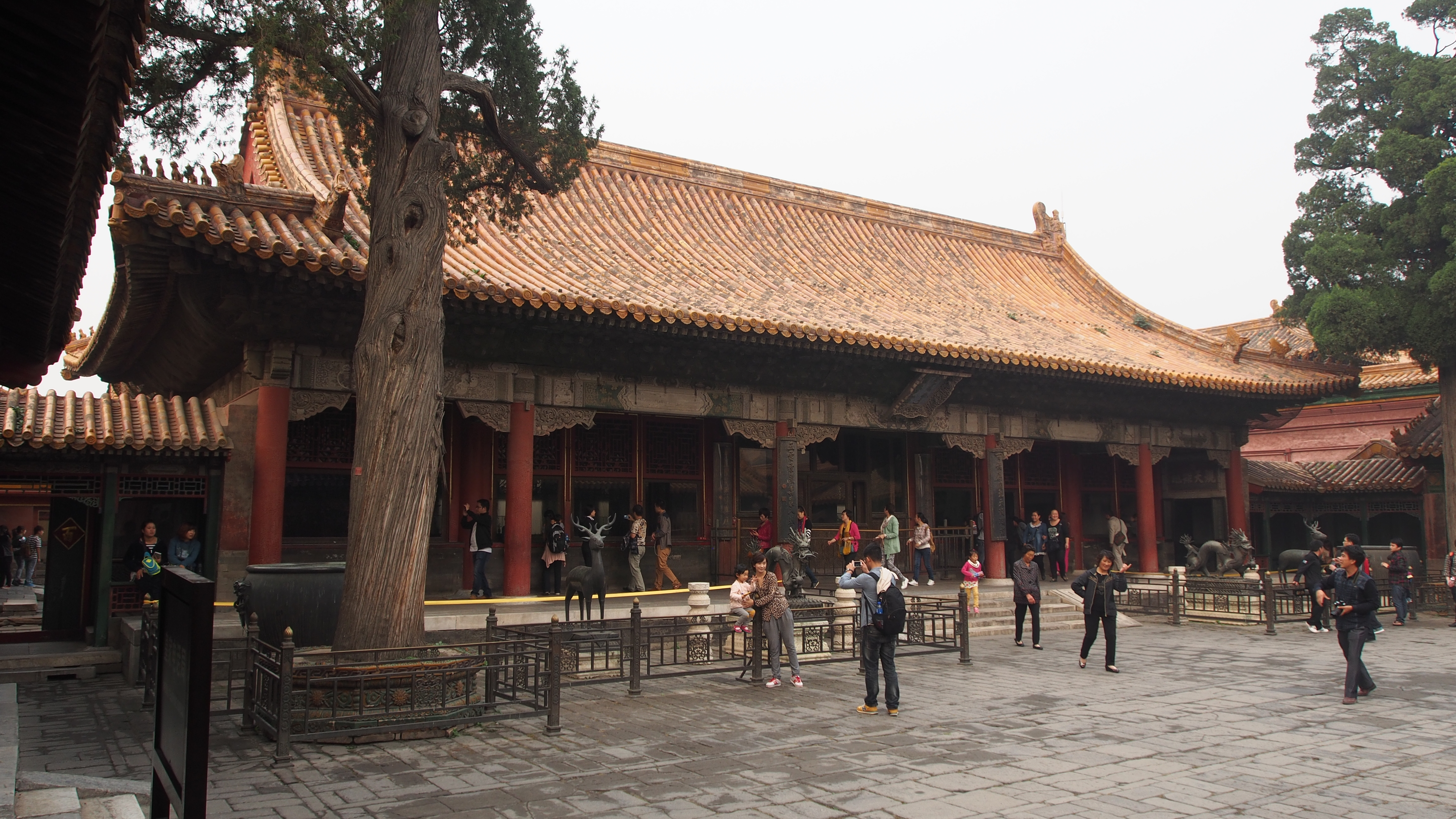
저수궁

저수궁 (儲秀宮, 만주어: ᠴᡠ
ᠰᡳᠣ
ᡤᡠᠩ, 묄렌도르프 : cu sio gung, 청 : qu siu gung), 자금성 내정 서6궁 중 하나로, 서6궁 구역의 동북쪽 모퉁이에 위치한다.

## 저수궁의 역사

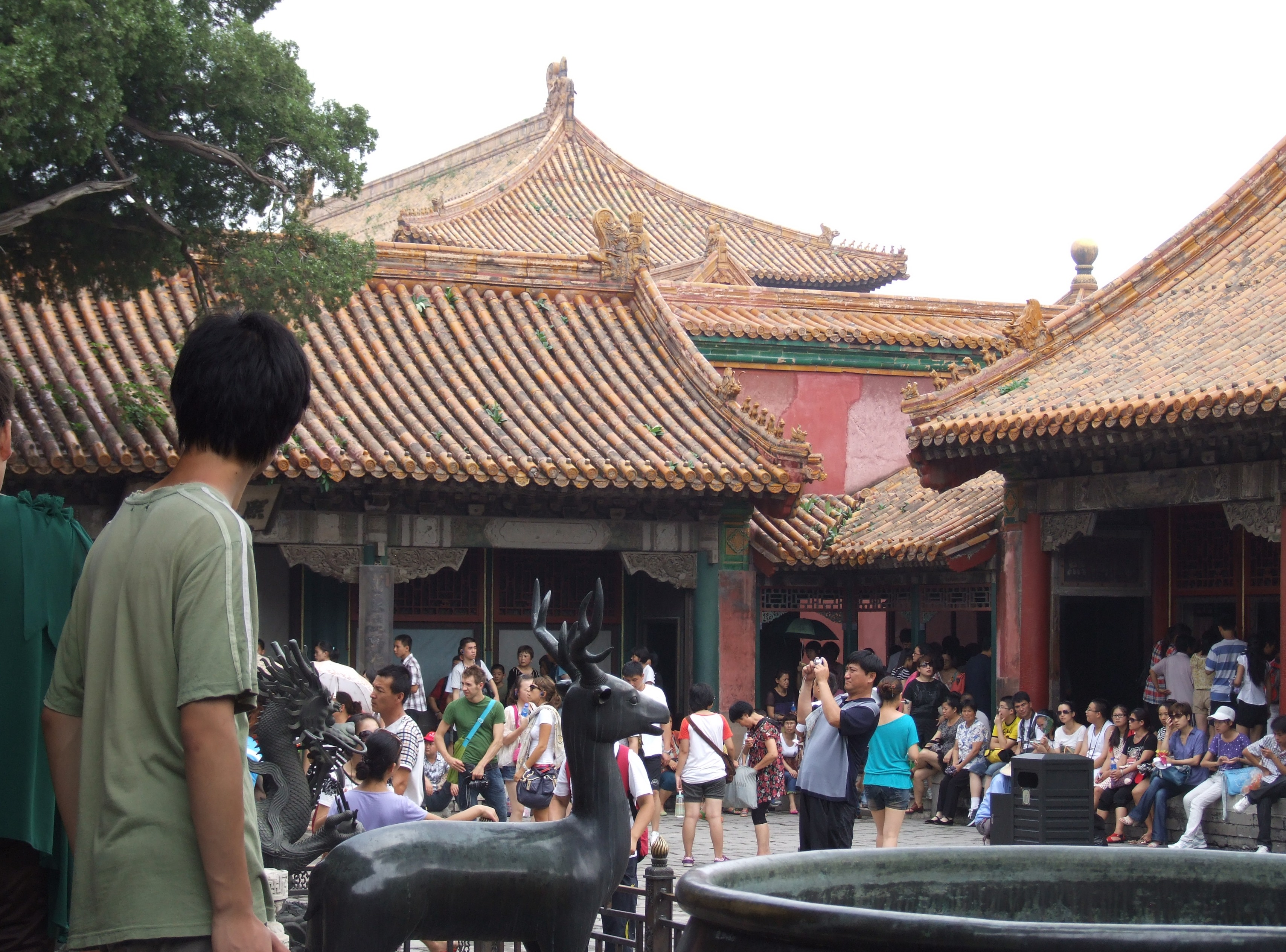
저수궁 앞뜰. 왼쪽은 양화전, 오른쪽은 체화전. 가까운 곳은 저수궁 앞 서쪽에 있는 희주동룡과 동매화 사슴이다.저숙

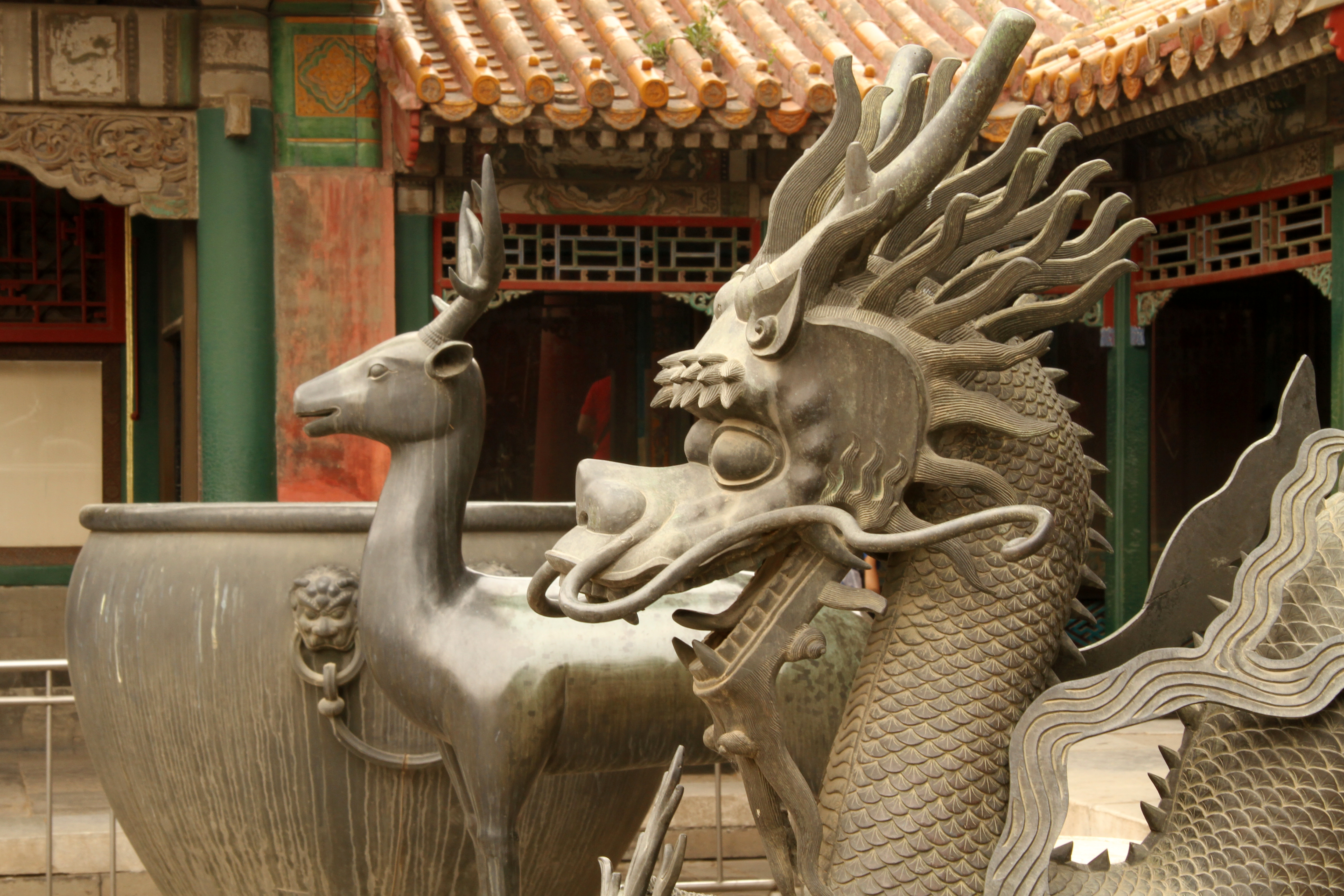
저수궁 앞 서쪽의 희주동룡과 동매화 사슴

저수궁은 자금성 내정 서6궁 중 하나로, 명나라, 청나라 후궁들이 살았다. 저수궁은 명나라 영락 18년 (1420년)에 창건된 것으로 초명은 '수창궁(寿昌宫)'이다. 명나라 가정 14년 (1535년)에 '저수궁(儲秀宮)'으로 이름을 바꾸었다. 청나라는 명나라의 궁 이름을 답습하여 여러 차례 보수하였는데, 광서 10년 (1884년)을 자희태후의 50번째 생일을 축하하며 은 63만 냥을 들여 대규모로 저수궁을 꾸몄고, 저수궁은 현재 광서 10년 중수된 건물이다.
서태후는 일찍이 입궁한 후, 저수궁 후전에 머물면서 동치제를 낳았다. 함풍 11년 (1861년)에 함풍제의 승하와 함께 아들 동치제가 즉위하였다. 그녀는 황후와 함께 황태후 신분으로 장춘궁에 들어갔다. 광서 10년 (1884년) 서태후의 50번째 생일 때, 저수궁으로 이주하였다. 후전의 이름은 '여경헌(麗景軒)'이다. 여경헌 내서면에 실내 무대를 건설했는데, 모양은 경기각 무대와 약간 같은 자희태후가 저수궁에서 자주 사용하는 무대 중 하나이다. 이 무대는 푸이가 대혼례를 할 때 레스토랑을 개설하면서 철거되었다.
저수궁 정전(正殿)앞 처마 밑에는 '저수궁'이라는 가파른 현판이 걸려있다. 건륭 6년 (1741년), 건륭제는 영수궁의 가파른 현판을 보고 11면 현판을 만들어 직접 쓴 것으로, 동6궁, 서6궁은 영수궁을 제외한 11궁의 정전(正殿)에 각각 걸려있다. 건륭제는 " 자계한 후 수만년 동안 옮길 수 없다. 후궁이 다른 궁으로 옮겨가도 안됀다(“自挂之后，至千万年，不可擅动，即或妃嫔移住别宫，亦不可带往更换.") 라고 명하였다.
현재 저수궁은 당시의 궁중생활을 보여주기 위해 원형으로 보존되어있다. 완복전은 '황가전화국'으로 바뀌었다. 여경헌·봉광실·의란관이 '푸이생활전'으로 개방되어있고, 여경헌이 원형으로 개방되어있다. 봉광실과 의란관은 푸이의 생활용품 및 관련 유물을 전시하고 있다.

## 저수궁 내 건물
저수궁은 원래 이진원으로 앞에 저수문과 담장이 있었다. 청나라 말기에 저수문과 담장을 허물고 익곤궁의 후전을 천당전으로 고쳐 체화전이라 함으로써 저수궁과 익곤궁이 연결되어 앞뒤가 통하는 사진마당이 형성되었다. 저수궁 앞마루, 동서배전 앞마루, 체화전 뒤편 툇마루가 모퉁이로 이어져 회랑을 이룬다. 회랑 벽면에는 유리구이로 만든 《만수무강부(萬壽無江府)》가 붙어있는데, 이는 중신들이 자희태후의 생신을 축하하려고 쓴 것이다.

### 저수궁의 주요 건축물

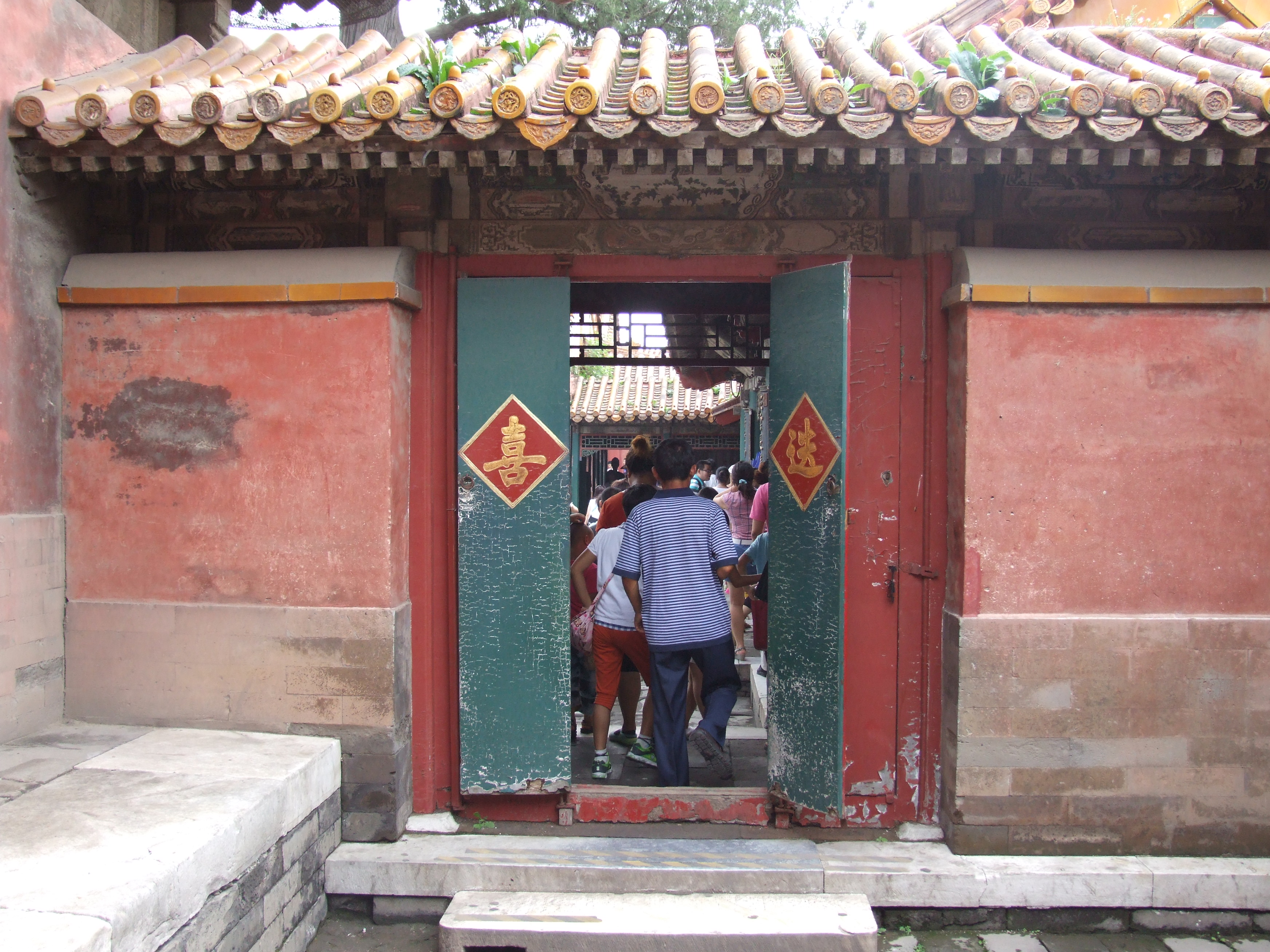
수복전 북쪽과 저수궁 사이 복도의 문. 북에서 남쪽으로 촬영되었다. 좌단 건물이 저수궁, 회랑 뒤편 우측 건물이 수복전이다.

#### 저수궁(儲秀宮)
저수궁의 정전. 저수궁이 있는 정원은 조용하고 널찍하다. 
두 그루의 고백나무가 우뚝 솟아 있는 가운데, 전대 기하의 동쪽과 서쪽 양쪽에 광서 10년 서태후 50회 생일에 주조한 희주동룡 한 쌍과 동매화 사슴 한쌍이 있다. 저수궁은 홑처마로 산꼭대기에 면적이 5칸이나 되고, 복도를 나선다. 
처마 밑에는 공포가, 양방에는 소련식 채화가 그려져 있다. 문은 남나무로 만자 금색 바탕에 박쥐문과, 만복과 만수를 누리라는 문양도 그려져있다. 창은 만자 뭉치 수문보금지 적창이다. 처마의 인테리어가 화려하고 정교하다. 
앞쪽 복도 아래 '저수궁'이라고 써있는 가파른 현판, 양쪽 대련 온갖 복이 병개하고, 구천에 서리가 맺히다; 오운경려, 만만입춘대라고 썼다. 명간외처마 한가운데 '인흡도풍(仁禧道豊)'이라는 현판(자희태후가 제작)이 걸려있다. 
양쪽 기둥에 '서집요도(瑞集要圖)라고 쓰여있다. 앞쪽 복도 동쪽 끝의 작은 문 위에는 '規天矩地'이라 쓰여져있다. 낭서단소문 위에는 '乾坤經緯'라는 석판이 새겨져 있다

##### 저수궁 서초간(西梢間)
서차간(西次間)과 서초간(西初間) 사이에는 화리목조(花梨木造) 만복만수문(萬福萬壽文)을 테두리로 하고, 안쪽에 큰 유리를 끼운 칸막이를 사이에 두고 바람을 피하여 서초간(西草間)을 온각(溫閣)으로 삼아 거처하기 위한 침실이다. 
난각의 북쪽에는 침대가 있는데, 침대 앞에는 딱딱한 나무 조각가 손만대의 조롱박 침대 커버가 설치되어 있고, 침대 위에는 남색 비단 덩굴의 겉포장이 달려 있고, 침대 위에는 자단나무 틀 유리에 가로무늬 침대 커버가 박혀 있고, 단면 비단 속에 오색 소수장이 놓여 있다. 침대 위에는 각양각색의 수룡, 봉황, 화훼 비단 이불이 깔려 있다.
서쪽 끝에는 서태후 침실로 각종 가구가 구비되어 있다.침대 앞 동쪽 벽 모퉁이에 황화배가 나전분대를 박아 놓은 것도 서태후가 사용하던 가구로, 몸통 전체에 나전을 박고 그 사이에 〈진보도(進寶圖)〉를 박아 길하다는 의미로 보인다.서태후는 장수를 축하하고 제도한다.

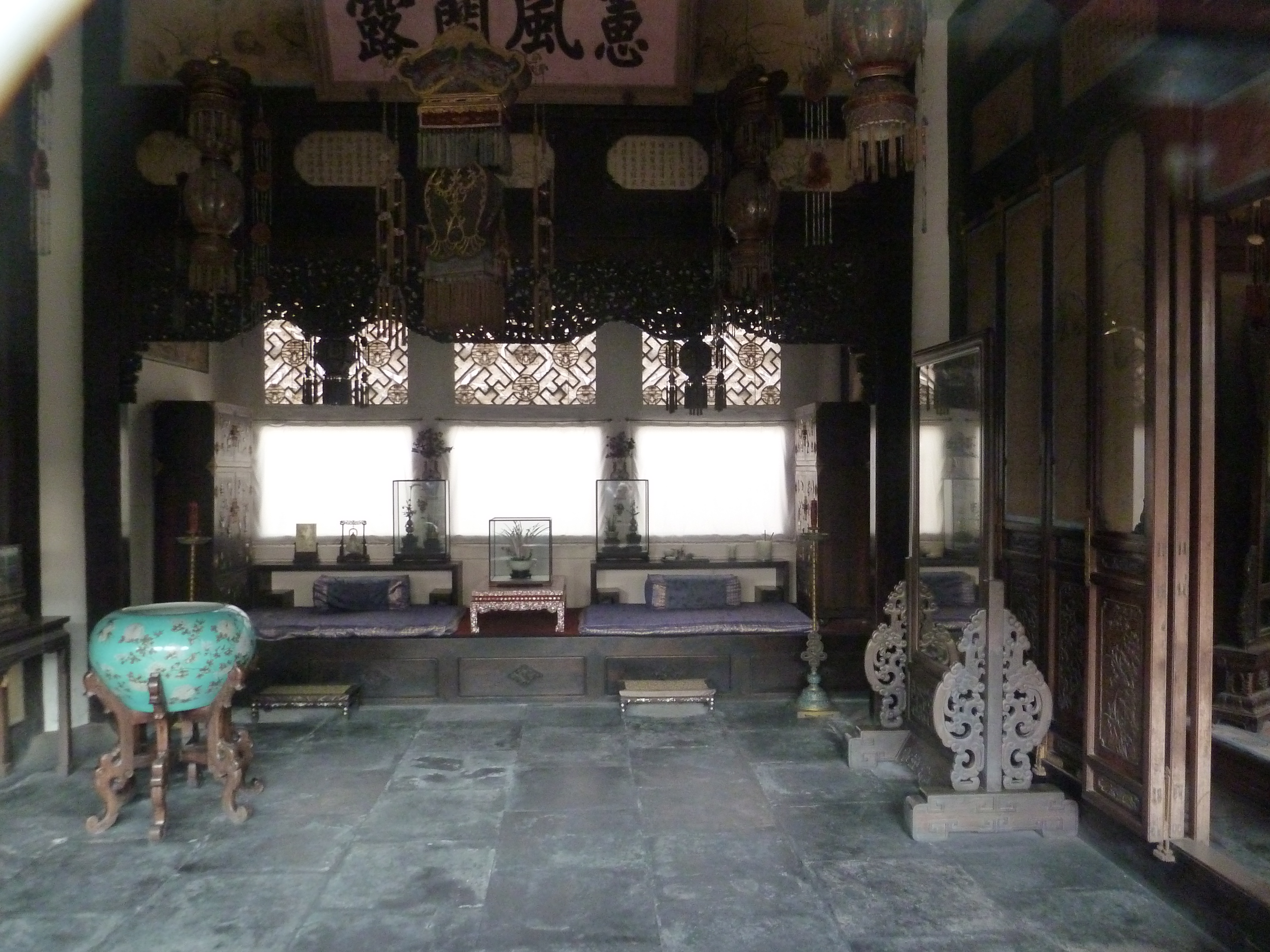
저수궁 서차간. 위쪽 "혜풍난로(蕙風蘭露)" 현판이 보인다

##### 저수궁 서차간(西次間)
명간 서쪽에는 화리목조(花梨木造)인 옥란문(玉蘭文) 치마판 유리 칸막이가 설치되어 있어 명간과 서차간을 분리한다. 서차간 서격선 위쪽 동쪽으로 '인지지거(仁智之居)'라는 현판(자희태후가 제작)이 걸려 있다. 
서차간 북쪽에는 꽃갓을, 북쪽에는 온돌, 남쪽에는 '혜풍란로'라는 현판을 남향으로 달았다. 서차간(西次間) 동쪽 칸막이에 '운하환채(雲夏光菜)'라는 현판(盤板·반조음서 낙관은 '신(臣) 반조음경서(半祖陰敬書)')이 서쪽으로 걸려 있다. 서차간의 남창, 북창 아래에 구들장을 두어 서태후가 쉴 곳을 만들었다. 
그중 북쪽 구들에는 자단백보감 온장·장판·장판·장판·장판 등의 가구 한 쌍이 놓여 있는데, 구들 앞에는 발걸음이 있고, 이 구들에는 서쪽 벽이 있다위에 큰 폭의 걸개 화면이 있다. 광서 10년(1884), 서태후 50회 생일 때 실내를 새롭게 단장하였는데, 이 자단백보감 온장 한 쌍이 있었다.바로 생일을 축하하기 위해 특별히 만든 것이다.

##### 저수궁 명간(明間)
명간 한가운데에 지병(地兵)이 있고, 뒷부분에는 자단감수자경심병풍(紫丹字壽字鏡心兵風)이 다섯 선 설치되어 있다. 병풍 앞에는 보좌관, 향탁, 궁선, 향통 등이 설치되어 있다.
이 보좌는 서태후가 평소 신하의 문안을 받던 자리다. 명간 북쪽 위쪽에는 '대원보경(大圓寶鏡)'이라는 현판이 걸려 있다. 서격선 위에는 '이단거정(李端擧正)'이라는 현판이 걸려 있다.
명간 서문에는 '관상통간(觀像通幹)'이라는 현판(자희태후가 제작)이 동쪽으로 걸려 있다. 명간 동문에는 '광서을유추석'이라는 현판이 서쪽으로 걸려 있다.다음 항은 신량요추경서(臣梁耀秋敬書).

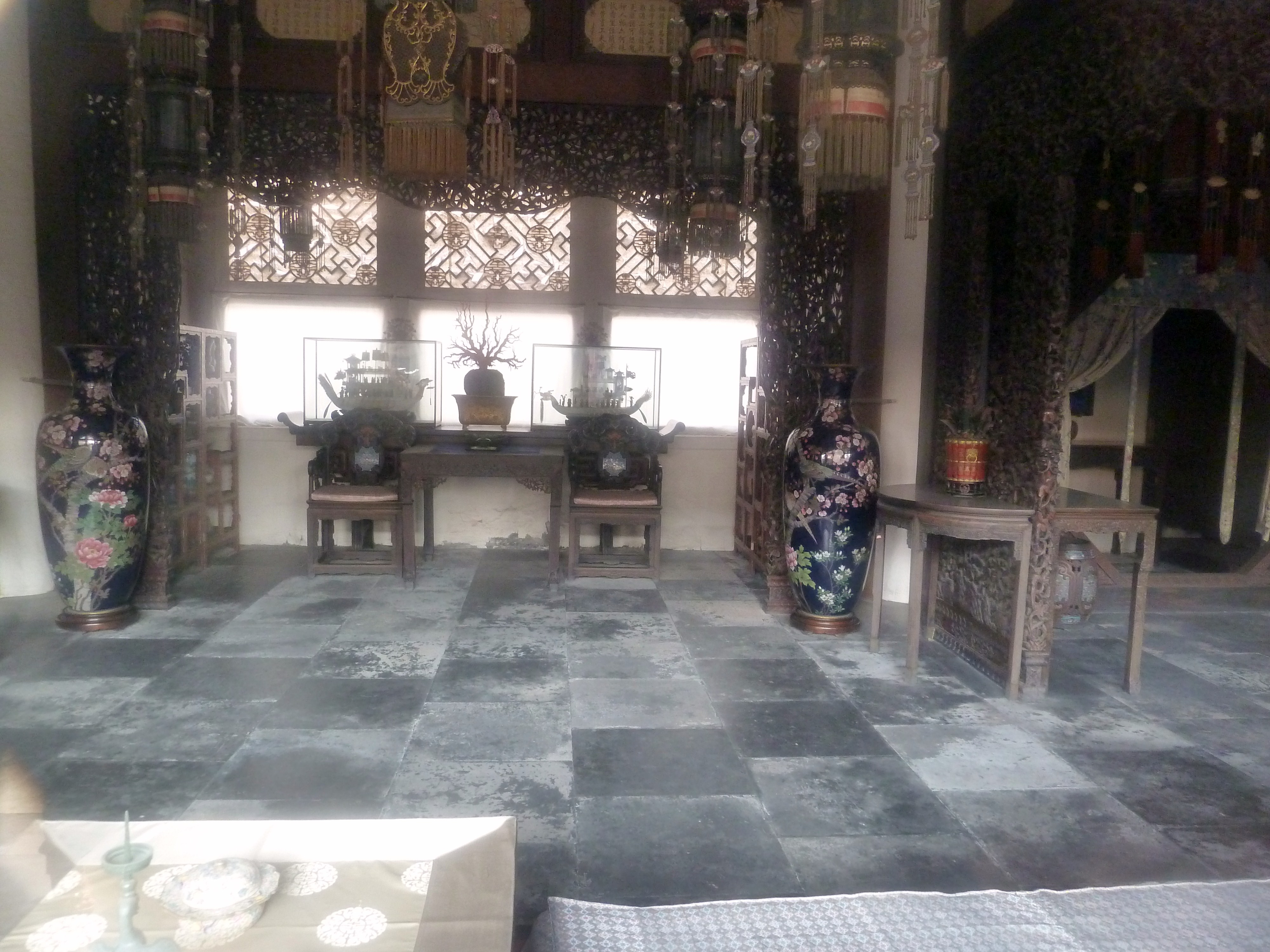
저수궁 동차간

##### 저수궁 동차간(東次間)
명간 동쪽에 화리목조 죽문(竹文) 치마판 유리 칸막이를 설치하여 명간과 동차간을 분리하였다.
동차간 서격선 위쪽에는 동쪽으로 '영경무외(榮鏡無外)'라는 현판(자희태후가 제작)이 걸려 있다. 동차간 북쪽에는 꽃갓을, 꽃갓 북쪽에는 창문 아래에 탁자를 놓고, 책상 양옆에는 의자가 각각 1개씩 있고, 꽃갓은 남쪽을 두고 있다위쪽에는 남향으로 '누장하포' 현판(자희태후가 제작)이 있다.
동차간(東次間) 동격선(東格線) 위쪽에는 '순시시의(順時施宜)'라는 현판이 서쪽으로 걸려 있다.'신량야오추경서(臣梁耀秋敬書)'다.

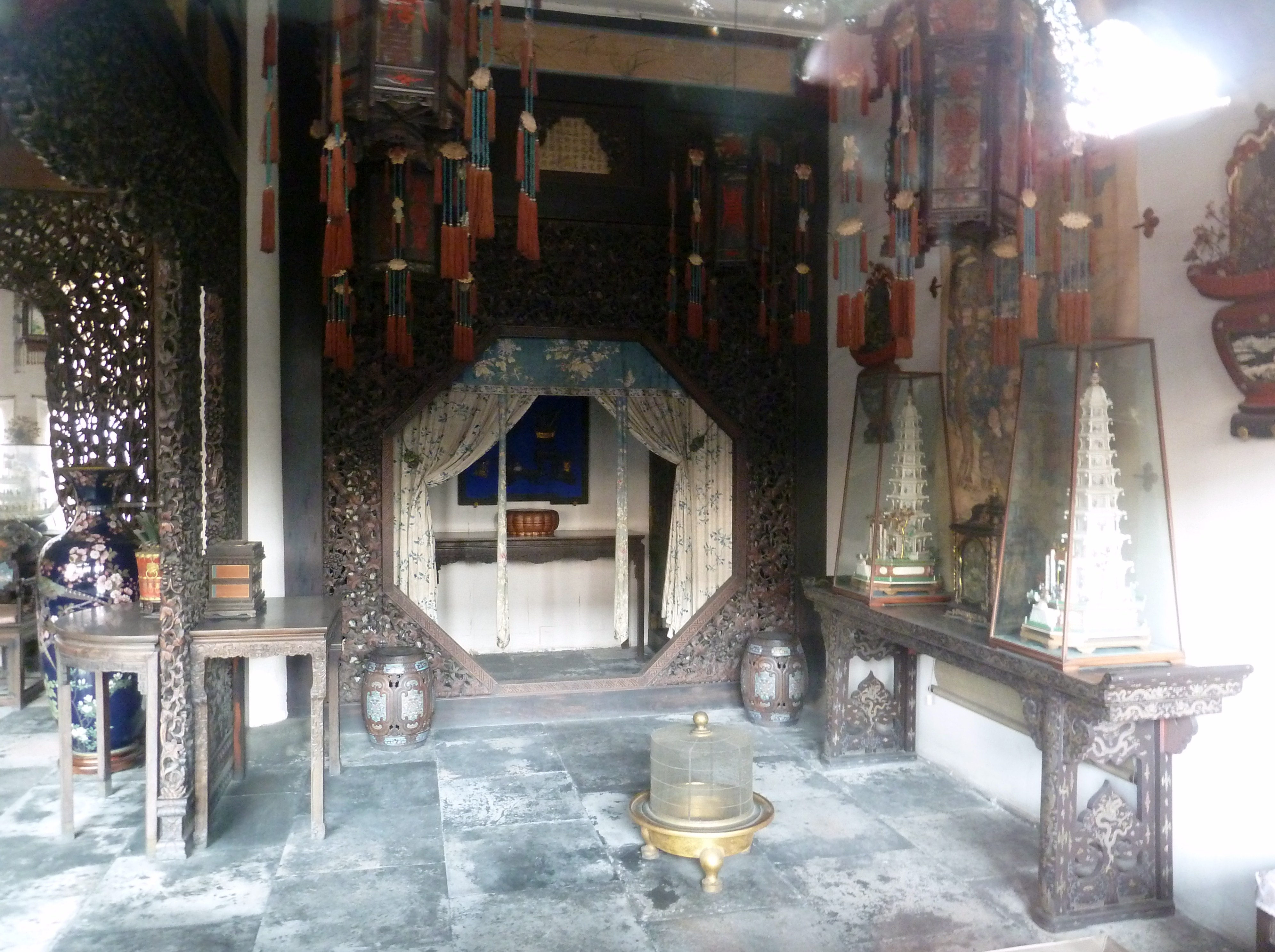
저수궁 동초간

##### 저수궁 동초간(東梢間)
동차간, 동초간 사이 꽃배나무 투조로 포도무늬 갓을 감아 분리한다.
동초간 안 북쪽에는 꽃배나무 투조감지포도 팔방 덮개가 설치되어 있고, 갓 안에는 탁안 등이 배치되어 있다.옆에는 자단감 법랑 한 쌍이 앉아 있다. 동초간에는 남창을 끼고 구들장을 설치하고, 양옆에는 황화배 조각리문 구들장을 놓고, 그 위에는 사기병과 산호분자를 배치하였다.
동초간 동쪽 담벼락에는 시계 한 쌍과 상아보탑 한 쌍, 동벽에 검은 칠을 한 자개 올려놓았다.자수복록수 삼성축수도가 걸려 있고 양옆에 벽걸이가 걸려 있고, 책상 앞 바닥에 숯난로가 있다.

##### 양화전(養和殿)
저수궁의 동배전. 면적이 세칸이고 경산 정상이다. 
앞처마 밑에 '희천요일(熙天曜日) 현판이 걸려있다. (자희태후가 제작). 양 옆으로는 '만상효귀인수경(萬象曉歸仁壽鏡), 백화춘격경양종(百花春格景陽鐘)'이라는 대련이 있다.

##### 완복전(緩福殿)
저수궁의 서배전. 면적이 세칸이고 경산 정상이다.
앞처마 밑에 '화신무예(和神茂藝)'라는 현판(자희태후 제작)이 걸려 있고, 양옆으로는 '채운장 감천나무, 숙경초림건시화(肅景初林建時花)'이라는 대련이 있다.
2005년 7월 22일, "황실전화국"이 완복전에 개설되었는데, 그중에 복제품 형태의 공중전화를 설치하여 관광객들을 위하여 설치하였다. 이 전화국의 간판은 중국망통과 고궁박물관이 전면적으로 통신 협력한다는 표시로 같은 날 80주간 고궁박물관이 열리기도 했다. 연회 기념 카드의 첫 번째 발행식이다. 완복전에는 청궁이 자금성 안에 전화국을 설치했다는 자료가 전시돼 있다.
1910년 4월(선통 2년 2월) 자금성(紫禁城) 내에 10도어 이용자교환기를 설치하고 후궁(後宮)에 건복궁(建福宮)·저수궁(浙秀宮)·장춘궁(長春宮)을 지었다.궁설 전용 전화는 모두 6대. 중국 최초의 왕립전화국이다.

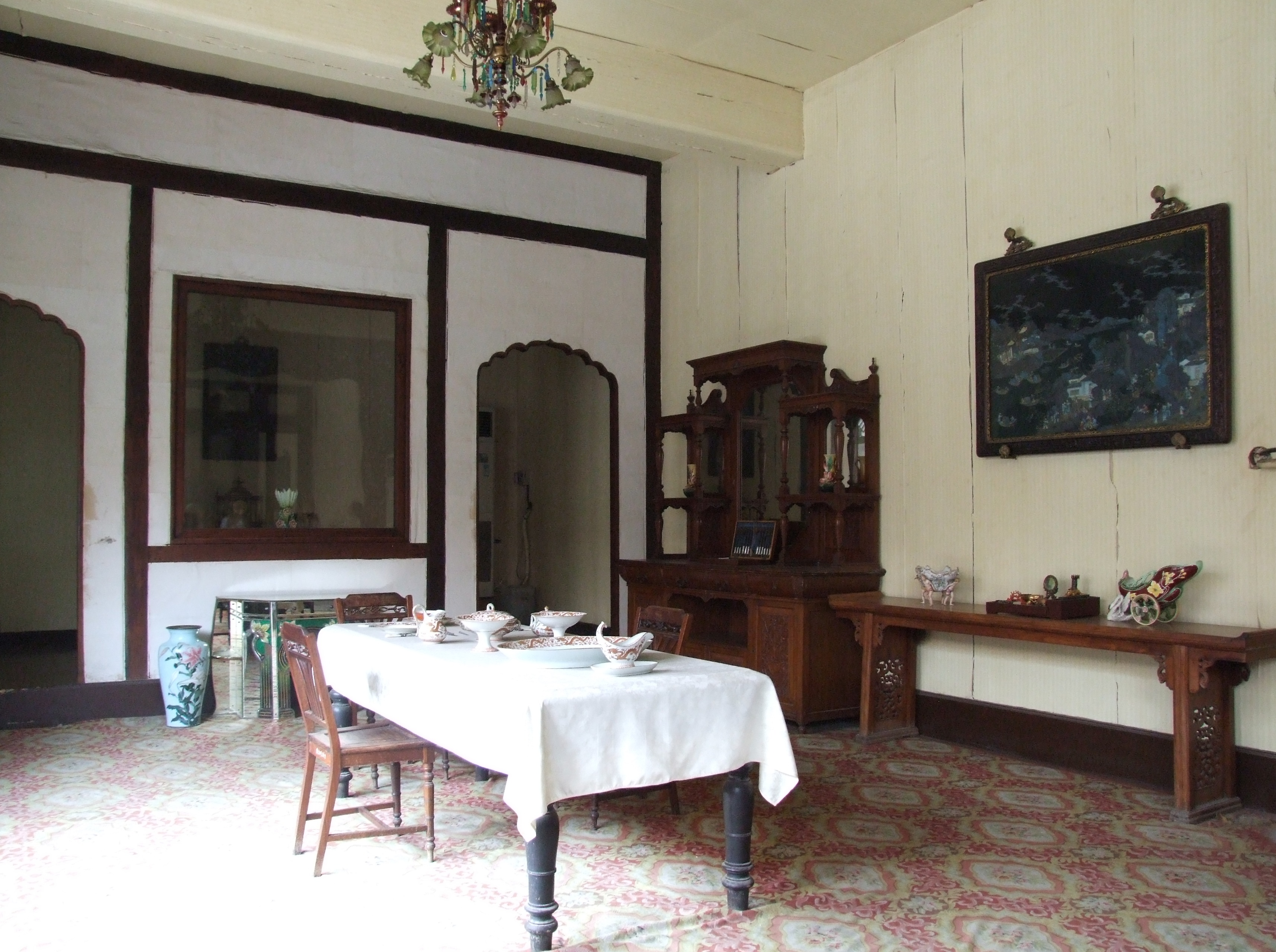
여경헌 안의 양식당

#### 여경현(麗景軒)
저수궁의 후전. 면적이 5칸이고 홑처마가 단단한 경산 정산이다. 앞처마 밑에 '여경헌'이라는 가로 현판(자희태후 제작)을 걸고, 양 옆으로는 '화기충동서진강락, 요광휘자극경엽승항'이라는 대련이 있다.
현재 여경현 안에는 중화민국 시기의 푸이와 완룽이 생활할 때의 광경을 보여주고 있다.
명간은 관광객이 참관할 수 있도록 하고, 서초간과 서차간 사이의 화대(花臺)는 남북으로 1개씩, 양문 중앙에는 큰 유리창이 있고, 서차간에는 서양식 식기, 책상 옆에는 서양식 식기, 탁자 옆에는 2개, 북쪽에는 벽, 서쪽에는 나무궤가 있으며, 동쪽에는 찻상을 중앙에 1개, 테이블 옆에는 2개, 북쪽에는 벽, 동쪽 끝과 동쪽 사이에는 피아노 벽이 있다. 동쪽 끝과 동쪽 사이에는 벽이 있다.려경헌은 동쪽과 서쪽 양쪽에 각각 이실이 있다.

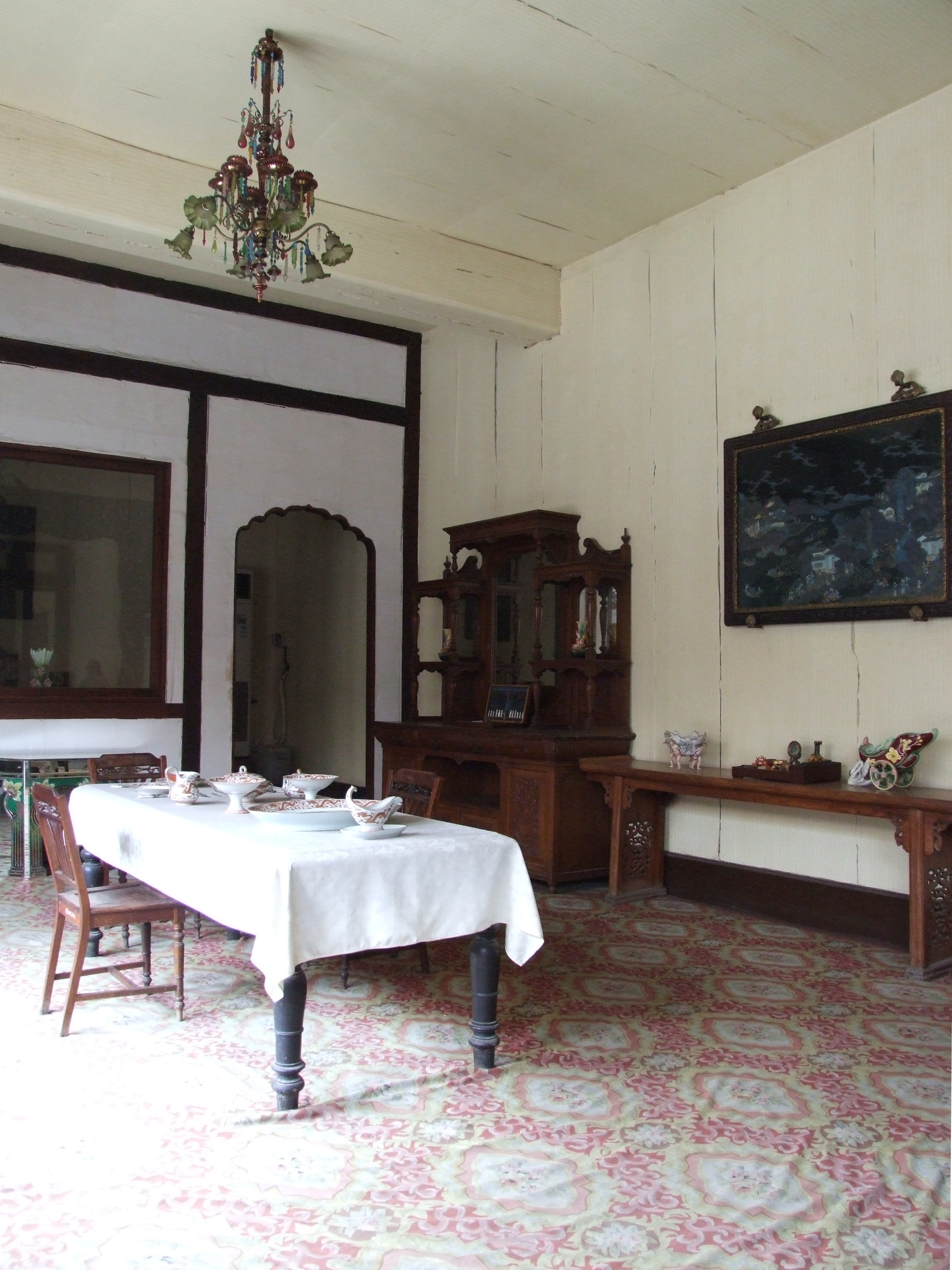
여경헌 안의 양식당

##### 봉광실(鳳光室)
여경헌의 동배전. 앞처마 밑에 '봉광실(鳳光室)'이라는 가로 현판(자희태후 제작)이 걸려 있고, 양옆으로 '선궁일려항춘수(仙宮日麗恒春樹, 벽소파함익수화)'라는 이름이 붙어 있다.

##### 의란관(猗蘭館)
여경헌의 서배전. 앞처마 밑에 의란관(義蘭館)이라는 가로 현판(자희태후 제작)이 걸려 있고, 양쪽 대련은 '서우효영하개루, 맑은 햇살은 낮고 죽계운(竹溪雲)'이다.

##### 우물(水井)
여경헌 앞 정원의 남쪽에는 동·서쪽으로 우물이 한 눈에 띄고 그 위에는 기존의 정자가 없다.

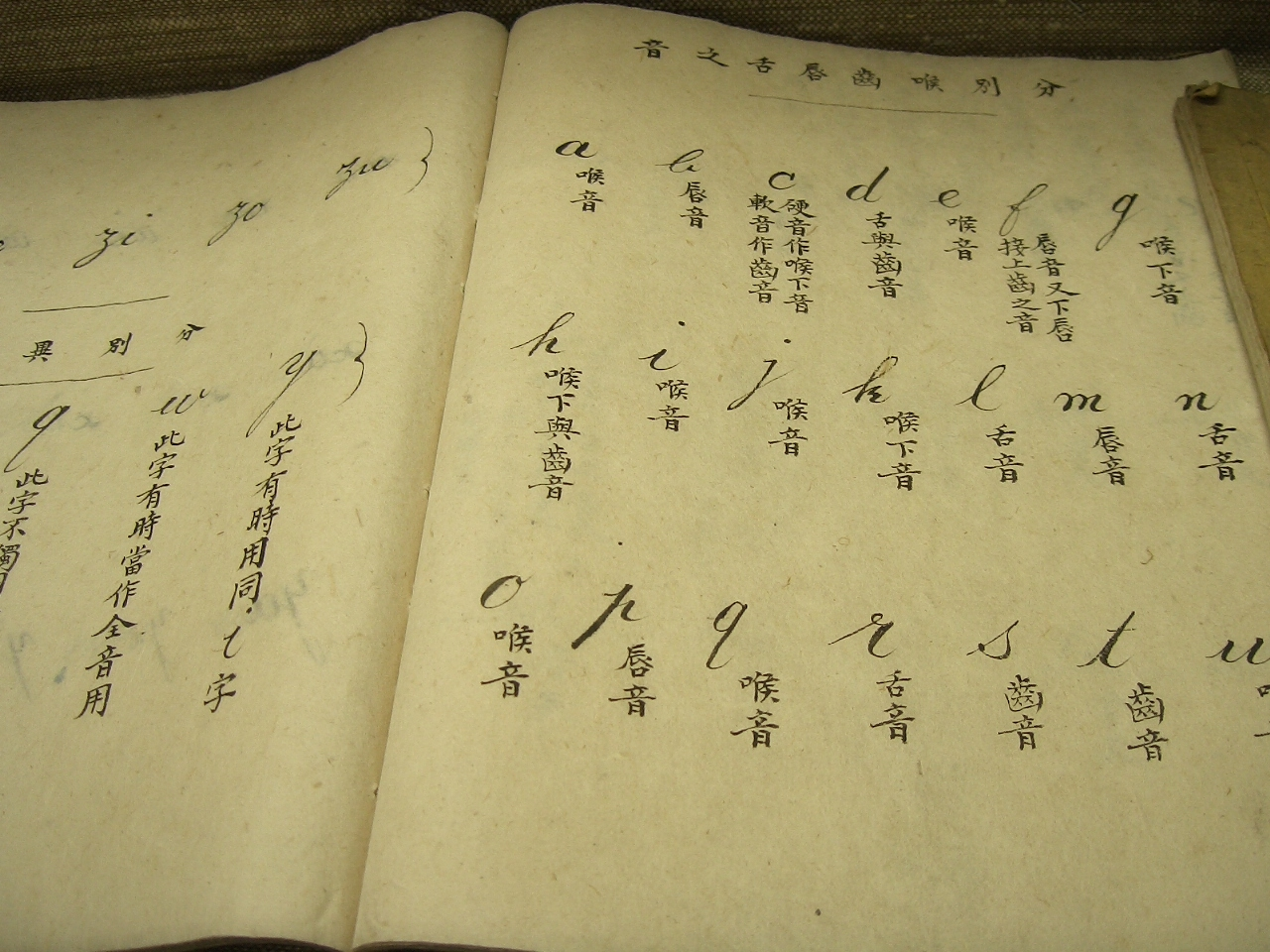
봉광실, 의란관에는 푸이의 많은 생활용품들이 전시되어있다. 이것은 푸이가 알파벳의 발음을 학습하는데 사용한 교과서이다.

## 저수궁에 기거했던 후궁

### 청나라

#### 건륭제
- 효현순황후 부찰씨 : 황후 책봉식과 장춘궁 이주 전까지 2년간 살음
- 혜현황귀비 고씨
- 효의순황후 위가씨

#### 가경제
- 효숙예황후 희타랍씨 : 가경제가 황자시절 맞이한 적복진. 가경제가 즉위하자 황후로 책립하고 저수궁을 희타랍씨의 침전으로 삼음. 도광제 면녕의 생모. 그러나 희타랍씨는 저수궁에서 오래 머물지 못하고 가경 2년 2월 7일 병사. 그녀가 낳은 면녕은 계비인 효화예황후가 키웠다.
- 효화예황후 뉴호록씨 : 가경제가 황자시절 맞이한 측복진. 가경제가 즉위하자 귀비로 책봉하고, 황귀비로 진봉함. 효숙예황후가 병사한 후, 가경제는 건륭제의 명을 따라 그녀를 황후로 진봉함. 경인궁에 머물며 어린 면녕을 돌보다가 황후가 된 후, 저수궁으로 옮겨움. 도광제 면녕이 즉위하자, 효화예황후는 공자황태후로 진봉되었고, 이후 황태후가 된 그녀는 수강궁으로 옮겨가서 살았다.

#### 함풍제
- 난귀인 : 훗날의 서태후. 입궁 후 줄곧 저수궁에 머물다가 아들인 동치제가 즉위한 후, 황태후로 장춘궁에 머물렀다. 광서 10년, 저수궁에 다시 돌아가, 개축하라는 명령을 내린 적이 있다.
- 영빈 : 함풍 3년에서 4년 사이에 이곳에 거주
- 려귀인 : 함풍 3년에 이곳에 거주
- 부귀인 : 함풍 5년에 이곳에 거주
- 숙귀인 : 함풍 6년에 이곳에 거주
- 옥귀인 : 함풍 9년에 이곳에 거주. 후에 옥빈으로 진봉하였다.

#### 선통제
- 효각민황후 : 민국 11년 (1922년), 푸이와 혼례를 올린 후, 저수궁에 들어감. 처음 입궁했을 때, 서태후가 살았던 흔적이 남아있어 수리를 명함.
  - 저수궁 정전인 서난각은 서태후의 침실이었다가 욕실로 바꾸었다.
  - 체화전은 원래 자희태후의 진상처였으나, 서재 겸 거실로 고쳤다.
  - 저수궁 후전인 여경헌에 서양식 식기, 식탁 등을 설치하야 서양식으로 고쳤다.

## 같이 보기
- 자금성
- 서6궁
- 영수궁(永壽宮)
- 장춘궁(長春宮)
- 익곤궁(翊坤宮)
- 태극전(太極殿, 계상궁(啓祥宮))
- 함복궁(咸福宮)